# Ludwig Konjetschni
Ludwig Konjetschni, eigentlich Ludvík Konečný, zuletzt Louis Conney (* 24. August 1892 in Teschen, Österreichisch-Schlesien; † 4. März 1968 in Sydney, Australien) war in den 1920er- und beginnenden 1930er-Jahren ein ebenso bekannter wie umtriebiger und umstrittener Gastronom in Berlin und Sydney. Unter anderem betrieb er – an wechselnden Standorten – das international bekannte Travestie- und Homosexuellenlokal „Eldorado“.

## Leben und Beruf
Während des Ersten Weltkrieges geriet Ludwig Konjetschni (auch zahlreiche andere Schreibweisen, wie Ludvík Konečný – je nach Dokument und Zeit) als Kampfflieger der österreichisch-ungarischen Armee für zwei Jahre in russische Kriegsgefangenschaft. Ein dabei zugezogenes Rückenleiden kurierte er nach der Flucht aus der Haft in Dresden-Weißer Hirsch im Lahmann-Sanatorium aus, das als Lazarett genutzt wurde. Von Dresden aus kam er Ende des Jahres 1919 nach Berlin. Die Hauptstadt der Weimarer Republik bot damals vielen osteuropäischen Kriegs-, Pogrom- oder Revolutionsmigranten eine neue Heimat. Insbesondere in der boomenden Kaffeehausbranche sahen etliche von ihnen ihre wirtschaftliche Chance.
Im März 1920 eröffnete Ludwig Konjetschni in der Charlottenburger Kantstraße 24, wo er auch wohnte, erst die Kleinkunstbühne „Satyr“ und dann das Lokal „Alkasar“. Letzteres richtete sich vor allem an osteuropäische Exilanten, da sich viele (wohlhabendere) russische Emigranten in Charlottenburg niedergelassen hatten.
Von 1924 bis 1933 betrieb er zuerst in der Kantstraße 24, dann in der Lutherstraße 31/32 und schließlich in der Motzstraße 15 das Lokal „Eldorado“.
Mitte 1932 übernahm er zusätzlich das mondäne Charlottenburger Lokal „Villa d’Este“ von dem jüdischen Gastronomen Josef König. Zusammen mit seinem langjährigen Freund und Geschäftspartner Harry Steffen gründete er die „Villa d’Este Cafe- und Restaurations-Betriebs Ges.m.b.H.“ und nannte das Lokal „Kaffee Aquarium“. Ebenso wie seit Anfang der 1930er Jahre das „Eldorado“ in der Motzstraße schien auch das „Kaffee Aquarium“ ein beliebter Treffpunkt von SA-Mitgliedern gewesen zu sein.
Doch trotz seiner großen politischen Nähe zum Nationalsozialismus (Eintritt in NSDAP und SA am 3. März 1933) war Konjetschni Repressionen und Verleumdungen durch die Nationalsozialisten, aber auch des Berliner Gaststättenverbands ausgesetzt. Mitte 1933 floh er, der seit Ende des Ersten Weltkrieges tschechoslowakischer Staatsbürger war, in die Tschechoslowakei. Erste Station war der „Berghof Ausspanne“ im Grenzort Zinnwald, dann Teplice-Šanov.
In der Tschechoslowakei geriet Konjetschni aufgrund seines politischen Hintergrunds ins Visier der Behörden. Noch in Teplice-Šanov wurde er mit der Begründung verhaftet, die „Sudetendeutsche Heimatfront“ von Konrad Henlein finanziell zu unterstützen.
Im Dezember 1934 zog Konjetschni nach Prag. Ende April 1936 siedelte er dann nach Frankreich über. Von Südfrankreich aus wanderte das Ehepaar Konjetschni 1939 nach Australien aus. Hier erfolgte die Namensänderung zu Conney. Als Louis Conney wurde er 1940 zunächst Teilhaber eines Restaurants in Sydney. 1946 eröffnete er unter diesem Namen in Sydney das „Photostudio Victoria“, sowie das Delikatessengeschäft „Maison des Delicatesses“, beides in der 1965 abgerissenen „Victoria Arcade“ zwischen Elizabeth und Castlereigh Street.

## Familie und Privates
Die erste Ehefrau von Konjetschni war Elsa Frieda Augustin (* 25. Januar 1887 in Aachen; Heirat am 3. September 1923 in Wandlitz, Scheidung am 18. Dezember 1925). Aus dieser Verbindung ging laut Beschreibung in der Heiratsurkunde vorehelich die Tochter Alice Violetta (* 9. November 1921 in Berlin) hervor. Am 22. Juni 1931 heiratete er in Berlin-Lichterfelde die Buchhalterin Edith Else Heuer (* 23. Februar 1907 in Rixdorf/Neukölln).
Sowohl 1930 als auch 1932 stellte Konjetschni Einbürgerungsgesuche bei der Polizei Berlin, die allerdings beide zurückgestellt bzw. abschlägig entschieden wurden. Als Gründe wurden 1930 wirtschaftliche Schwierigkeiten Konjetschnis („Offenbarungseid“) bzw. 1932 seine Inhaberschaft des „Eldorados“ in der Motzstraße 15 („Treffpunkt der Transvestiten“) vorgebracht.

## Epilog
Anfang der 1950er-Jahre erhoben die Eheleute Louis und Edith Elsa Conney (Australien) beim Wiedergutmachungsamt Berlin-Wilmersdorf Rückerstattungforderungen bezüglich der Lokale „Eldorado“ und „Aquarium“.